# Dehtáře (Žabovřesky)

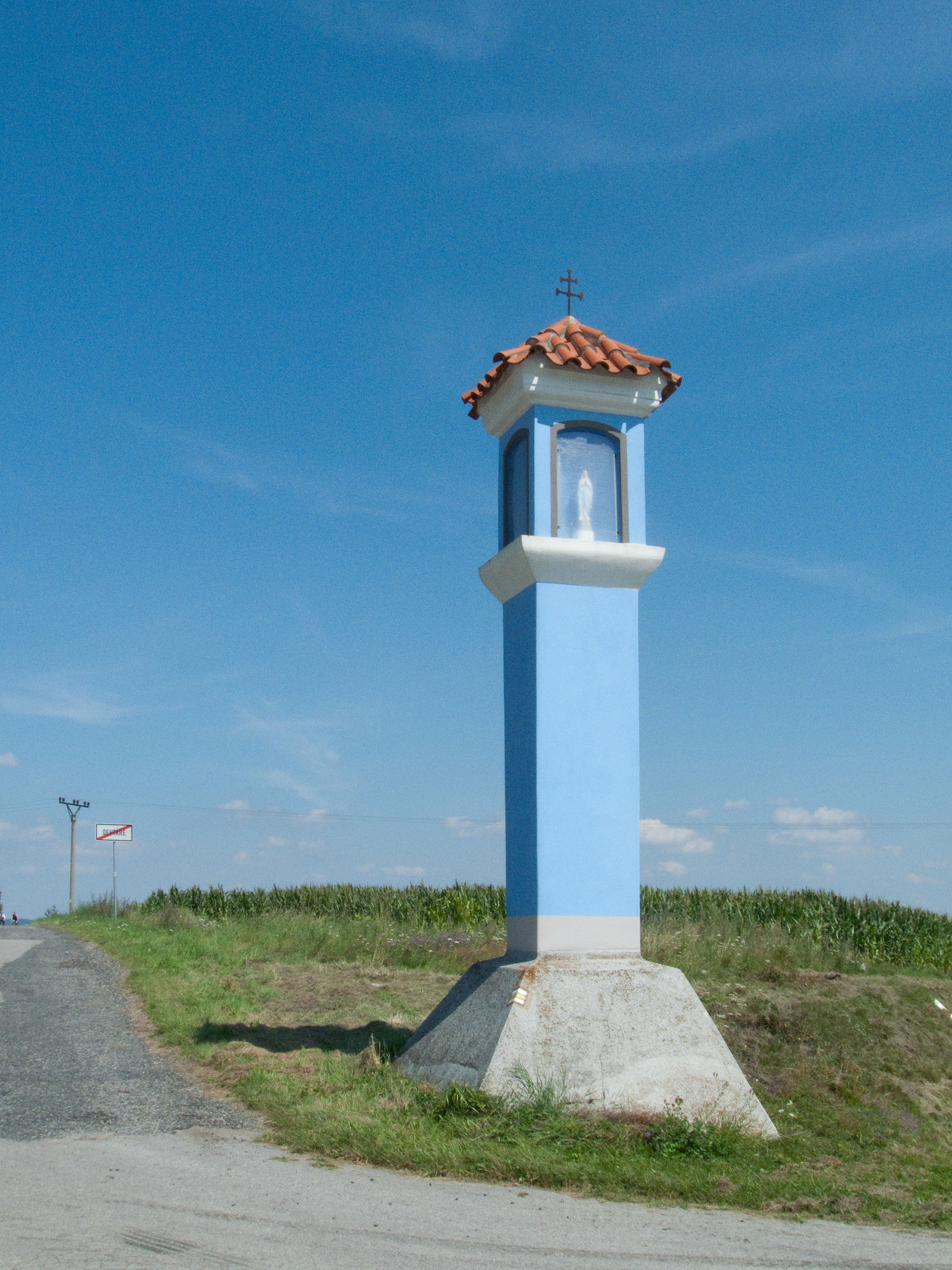
Bildstock der Jungfrau Maria

Dehtáře (deutsch Dechtern) ist ein Ortsteil der Gemeinde Žabovřesky in Tschechien. Er liegt 13 Kilometer westlich von České Budějovice in Südböhmen und gehört zum Okres České Budějovice.

## Geographie
Dehtáře befindet sich unterhalb des Dammes des Teiches Dehtář am linken Ufer des Baches Dehtářský potok im Budweiser Becken. Südöstlich erhebt sich der Na Buchtách (423 m), im Süden der Vosí vrch (441 m), südwestlich der Zádušní vrch (454 m) und im Nordwesten der Na Středním (441 m).
Nachbarorte sind Tupesy und Malé Chrášťany im Norden, Suchá, Břehov und Picina im Nordosten, Na Drahách, Žabovřeský Mlýn und Čejkovice im Osten, Žabovřesky, Křenovice und Dubné im Südosten, Čakov und Holubovská Bašta im Süden, Záboří im Südwesten, Dobčice, Chvalovice und Strýčice im Westen sowie Babice und Radošovice im Nordwesten.

## Geschichte
Archäologische Funde belegen eine Siedlungsstätte der Bandkeramischen Kultur aus der Zeit zwischen 5000 und 3000 v. Chr. Keramikfunde am Vosí vrch und im Dehtář datieren von der Jungbronzezeit über die Hallstattzeit und Latènezeit bis ins Frühmittelalter.
Die erste schriftliche Erwähnung des zur Feste Poděhusy gehörigen Dorfes Dehtars erfolgte am 26. Mai 1334, als König Johann von Luxemburg das Dorf zusammen mit Žabovřesky und Radošovice für 720 Schock Groschen bei Peter I. von Rosenberg gegen die Grenzburg Janovice eintauschte. Nachfolgend gehörte das Dorf zu den Besitzungen der Herren von Rosenberg. Jost von Rosenberg verpfändete das Dorf zusammen mit Radošovice an Peter Záleský von Prostý. Wok II. von Rosenberg ließ 1484 westlich des Dorfes den gleichnamigen großen Fischteich anlegen, mit dem das Dorf Hummo überflutet wurde. Im Jahre 1840 bestand  Dechtern / Dechtař einschließlich der östlich gelegenen Einschicht Hiskomühle aus 16 Häusern mit 96 Einwohnern. Pfarrort war Pischtin. Bis zur Mitte des 19. Jahrhunderts blieb das Dorf immer der Herrschaft Krumau untertänig.
Nach der Aufhebung der Patrimonialherrschaften bildete Dechtáře / Dechtern ab 1850 einen Ortsteil der Gemeinde Čakov in der Bezirkshauptmannschaft Budějovice/Budweis. 1914 lebten in dem Dorf 106 tschechischsprachige Einwohner. Im Jahre 1924 löste sich Dehtáře von Čakov los und bildete eine eigene Gemeinde. Während der deutschen Besetzung erfolgte 1943 die Eingemeindung nach Žabovřesky. Diese wurde 1945 nach dem Ende des Zweiten Weltkrieges wieder aufgehoben. Zum 1. März 1961 wurde Dehtáře erneut nach Žabovřesky eingemeindet. Im Jahre 1991 wurden in Dehtáře 38 Einwohner gezählt. Beim Zensus von 2001 lebten in den 23 Wohnhäusern des Ortes 42 Personen.

## Sehenswürdigkeiten
- Bildstock der Jungfrau Maria am östlichen Ortsausgang
- Kapelle des hl. Florian auf dem Dorfplatz, errichtet in der Mitte des 19. Jahrhunderts
- Gehöfte im südböhmischen Bauernbarock
- Gedenkstein für die Gefallenen des Ersten Weltkrieges, enthüllt 1928